# Leopoldo Ortega Nieto
Leopoldo Ortega Nieto (n. 1898) va ser un militar espanyol que va participar en la Guerra civil.

## Biografia
Nascut el 1898, va ser militar de carrera. Oficial de l'arma de cavalleria, després de l'esclat de la Guerra civil es va mantenir fidel a la República i durant la contesa va arribar a ocupar diversos càrrecs. Arribaria a ser cap d'Estat Major de la 67a Divisió. En 1939 era cap de la secció d'organització del Grup d'Exèrcits de la Regió Central (GERC). A la fi de març de 1939 va ser un dels emissaris designats pel Consell Nacional de Defensa, al costat del tinent coronel Antonio Garijo Hernández, per a negociar amb els representants de Franco. Les negociacions, no obstant això, no van tenir cap èxit i el bàndol franquista va desencadenar una ofensiva final contra la zona republicana.
Va ser detingut pels franquistes després del final de la contesa, i va passar alguns anys a la presó.